# Théophile Marion Dumersan
Théophile Marion Dumersan (ur. 4 stycznia 1780 w Plou, zm. 13 kwietnia 1849 w Paryżu) – francuski pisarz.

## Życiorys
Wystawił wiele dramatów, wodewilów i fars, nacechowanych bystrą obserwacją i trwałym komizmem, m.in. Les saltimbanques (1838, do spółki z Varin’em) najlepszy swój utwór. Ogłosił też cenny zbiór pieśni francuskich (1845).